# Tropheus
Tropheus är ett släkte av ciklider bestående av sex arter endemiska till Tanganyikasjön i östra Afrika. Släktet är spritt över hela sjön från Burundi i norr till Zambia i söder. De flesta av arterna lever längs steniga kustremsor på ett djup mindre än 3 meter. Det är en populär akvariefisk, men på grund av dess aggressivitet inom arten, dess krav på föda och dess känslighet mot störningar, ses den som ganska krävande.

## Kännetecken och arter
Det är relativt liten skillnad i utseende mellan hanar och honor, skillnad kan ses genom att hanen blir något större än honan. Alla arter inom släktet är munruvare, detta återspeglas också i deras vetenskapliga namn Tropheus som kommer från grekiskans "trophos" vilket betyder "att vårda". Tropheus äter alger och smådjur som finns i algtäcket i sin naturliga miljö.
Tropheus-arter:
- Tropheus annectens Boulenger, 1900
- Tropheus brichardi Nelissen & Thys van den Audenaerde, 1975
- Tropheus duboisi Marlier, 1959
- Tropheus moorii Boulenger, 1898
- Tropheus kasabae Nelissen, 1977
- Tropheus polli Axelrod, 1977